# جام حذفی فوتبال قطر
جام حذفی فوتبال قطر (عربی: كأس الاتحاد القطري) نام مسابقاتی است که از سال ۲۰۲۱ آغاز شده‌است. خبر این مسابقات پس از پایان لیگ ستارگان قطر ۲۱–۲۰۲۰ اعلام شد که ۸ تیم آخر لیگ ستارگان قطر و تمام باشگاه‌‌های لیگ دسته دوم قطر در آن شرکت می‌کنند.

## تاریخچه
- ۲۰۲۱: السیلیه ۱–۰ المرخیه[۱]
- ۲۰۲۲: العربی ۳–۲ لوسیل[۲]